# Trothy
Trothy (anglicky River Trothy, velšsky Afon Troddi) je říčka na jihovýchodě Walesu, kde protéká severní částí hrabství Monmouthshire.

## Průběh toku
Trothy pramení u Campston Hillu, severovýchodně od Abergavenny. Teče nejprve na jih až k Llanvapley, kde se stáčí na východ. Pak teče až do Monmouthu, kde se vlévá do řeky Wye zhruba půl kilometru po proudu od ústí Monnow.

## Rybaření
Na řece je tradičně provozováno rybaření lovem na udici. Vyskytují se zde jelci, kaprovití, pstruh obecný potoční, lipani a holobřiší.
V roce 2008 na desetikilometrovém úseky Trothy zahynulo následkem znečištění (pravděpodobně zemědělského původu) na 20 000 živočichů, mimo jiné přes 1700 pstruhů a okolo 15 tisíc mihulí.